# Anisia conspersa
Anisia conspersa là một loài ruồi trong họ Tachinidae.